# لن ينقذك أحد
لن ينقذك أحد هو فيلم رعب وخيال أمريكي لعام 2023 من تأليف وإخراج وإنتاج بريان دوفيلد وبطولة كايتلين ديفير مدته 93 دقيقة. عرض في دور السينما إبتداءا من 19 سبتمبر 2023.